# La Moncada
La Moncada är en ort i Mexiko.   Den ligger i kommunen Tarimoro och delstaten Guanajuato, i den centrala delen av landet, 200 km nordväst om huvudstaden Mexico City. La Moncada ligger 1 760 meter över havet och antalet invånare är 4 730.
Terrängen runt La Moncada är kuperad österut, men västerut är den platt. Runt La Moncada är det ganska tätbefolkat, med 70 invånare per kvadratkilometer. Närmaste större samhälle är Salvatierra, 10,9 km sydväst om La Moncada. Trakten runt La Moncada består till största delen av jordbruksmark.